# Botswana a 2000. évi nyári olimpiai játékokon
Botswana az ausztráliai Sydneyben megrendezett 2000. évi nyári olimpiai játékok egyik részt vevő nemzete volt. Az országot az olimpián 2 sportágban 7 sportoló képviselte, akik érmet nem szereztek.

## Atlétika
Férfi
| Versenyző                                                                  | Versenyszám     | Előfutam | Előfutam | Előfutam | Negyeddöntő | Negyeddöntő | Negyeddöntő | Elődöntő | Elődöntő | Elődöntő | Döntő   | Döntő    |
| Versenyző                                                                  | Versenyszám     | Idő      | Hely.    | Össz.    | Idő         | Hely.       | Össz.       | Idő      | Hely.    | Össz.    | Idő     | Helyezés |
| -------------------------------------------------------------------------- | --------------- | -------- | -------- | -------- | ----------- | ----------- | ----------- | -------- | -------- | -------- | ------- | -------- |
| Johnson Kubisa                                                             | 400 m           | 46,97    | 7.       | 56.      | kiesett     | kiesett     | kiesett     | kiesett  | kiesett  | kiesett  | kiesett | kiesett  |
| Glody Dube                                                                 | 800 m           | 1:46,17  | 2.       | 5.       |             |             |             | 1:44,70  | 3.       | 7.       | 1:46,24 | 7.       |
| Tiyapo Maso                                                                | Maraton         |          |          |          |             |             |             |          |          |          | 2:38:53 | 77.      |
| Calfornia Molefe Lulu Basinyi Johnson Kubisa Glody Dube Aggripa Matshameko | 4 × 400 m váltó | 3:04,19  | 5.       | 8.       |             |             |             | 3:05,28  | 6.       | 13.      | kiesett | kiesett  |

## Ökölvívás
| Versenyző        | Versenyszám | Selejtező                      | Nyolcaddöntő      | Negyeddöntő       | Elődöntő          | Döntő             | Helyezés |
| Versenyző        | Versenyszám | Ellenfél Eredmény              | Ellenfél Eredmény | Ellenfél Eredmény | Ellenfél Eredmény | Ellenfél Eredmény | Helyezés |
| ---------------- | ----------- | ------------------------------ | ----------------- | ----------------- | ----------------- | ----------------- | -------- |
| Gilbert Khunwane | Könnyűsúly  | Cristian Bejarano (MEX) · 5-17 | kiesett           | kiesett           | kiesett           | kiesett           | 17.      |